# 通霄交流道
通霄交流道為臺灣國道三號的交流道，位於臺灣苗栗縣通霄鎮，指標為144k。
|                | 144 通霄 |  | 通霄 銅鑼 |
| 臺灣客家文化館 | 144 通霄 |  |           |

## 鄰近公路
- 台1線
- 縣道128號
- 苗31線
- 苗36線

## 外部連結
- 國道三號通霄交流道示意圖 （页面存档备份，存于）（交通部高速公路局）